# مسيلة عبدي (كاكي)
مسيلة عبدي (بالفارسية: مسیله عبدی) هي قرية تقع في إيران في Kaki Rural District.